# Swirlds, Inc
Swirlds, Inc(スワールズ株式会社、株式会社スワールズ)は、アメリカ合衆国の株式会社。

## 概要
社名の由来はShare Worlds。
公式サイトによると、連絡先は800 Southern Hills Ct, College Station, TX 77845となっている。
社名と同名の分散アプリケーションプラットフォーム、Swirldsを提供している。
Swirldプラットフォームは同社開発の「Hashgraph」という技術を使用していて、仮想通貨等に使用されているブロックチェーンと比較すると処理速度、公平性、コスト、堅実性、信頼性、セキュリティなどの面で大幅に優れていると主張している。
| スタブアイコン | サブスタブ | この項目は、まだ閲覧者の調べものの参照としては役立たない、企業に関連した書きかけの項目です。この項目を加筆・訂正などしてくださる協力者を求めています（PJ:経済）。 |